# 네팔 총리
네팔 총리((네팔어: नेपालको प्रधानमन्त्री))는 네팔의 정부수반이다. 총리는 각료회의를 이끌고 국가의 최고 행정 권한을 행사한다. 그는 직위를 유지하기 위해 하원의 신임을 유지해야 한다.
총리는 공식적으로 네팔 대통령에 의해 임명되지만 하원에서 다수 지지를 받아야 한다. 만약 총리가 이 지지를 잃으면 사임해야 한다.
총리의 공식 거주지는 발루와타르, 카트만두에 위치해 있다. 총리실은 찬드라 샴셰르 중 바하두르 라나 재임 시절부터 싱가 다르바르에 있었다.
현재 총리는 CPN (UML)의 카드가 프라사드 샤르마 올리로, 2024년 7월 15일부터 재임 중이다. 그는 네팔의 헌법 제76조 (2)항에 따라 네팔 대통령 람 찬드라 파우델에 의해 임명되었다.

## 역사
네팔 총리직은 수세기에 걸쳐 국가의 복잡한 정치 및 사회적 변화를 반영하며 크게 발전했다. 처음에는 군주제 하에서 역할이 주로 의례적이었으며, 실제 권력은 국왕과 세습 족장의 손에 집중되었다.
18세기 샤 군주제의 수립으로 총리직은 더욱 중요해졌다. 이 직위는 종종 행정 및 군사 업무를 효과적으로 통제한 강력한 귀족과 왕실 궁정 인사들이 차지했다. 라나 왕조 시대 (1846년-1951년) 동안 총리직은 라나 가문 내에서 세습되었으며, 이는 총리가 최고 권력을 행사하고 국왕은 명목상의 존재로 남았던 독재 통치의 시대를 열었다.
1951년 라나 정권의 종식은 의회 민주주의의 새로운 시대를 열었다. 그 이후로 총리직은 네팔 정치 지형의 중심이 되어 입헌 군주제, 다당제 민주주의, 정치적 불안정 기간, 그리고 2008년 군주제 폐지까지 다양한 단계를 거쳤다.
네팔이 연방민주공화국으로 선포된 후, 총리는 현재 행정 기능과 정책 수립을 담당하는 정부수반 역할을 하며, 의례적인 국가원수 역할을 하는 대통령과 함께 일한다.

## 권한 및 권위
총리는 다른 의회 민주주의 국가의 총리보다 더 강화된 헌법적 역할을 가진다. 이는 헌법 제75조가 연방 정부의 행정 권한을 대통령이 아닌 각료회의(총리가 지도자)에 명시적으로 부여하고 있기 때문이다. 대부분의 다른 의회 공화국에서는 대통령이 명목상의 최고 행정관이며, 관례상 내각의 조언에 따라 행동해야 한다. 제76조에 따르면 총리는 각료회의의 의장이며 따라서 각료회의와 함께 행정 권한을 공동으로 행사한다.

## 헌법적 배경
헌법 제7부, 제76조에 따라 대통령은 하원 다수당의 대표를 총리로 임명해야 한다. 만약 어떤 정당도 다수당이 없다면, 대통령은 회의에서 다수를 차지하는 정당 연합의 지지를 받는 의원을 임명해야 한다. 실제로는 이러한 연합에서 상위 파트너의 대표이다. 만약 총선 최종 결과 발표 후 30일 이내에 다수 연합이 형성되지 않는다면, 대통령은 회의에서 최대 정당의 대표를 임명해야 한다. 후자의 경우 총리로 임명된 사람은 30일 이내에 신임 투표에서 승리해야 한다. 그러나 신임 투표가 실패하면 대통령은 하원의 신임을 받을 수 있는 의원을 임명해야 한다. 선거 최종 결과 발표 후 55일 이내에 어떤 의원도 하원의 신임을 얻지 못하는 경우, 6개월 이내에 새로운 선거를 실시해야 한다.

## 직위 해제
2015년 네팔의 헌법 제77조 (1)항에 따른 총리 직위 해제 절차는 다음과 같다:
총리는 다음의 상황에서 직위를 중단한다.
1. 대통령에게 서면으로 사직서를 제출하는 경우,
2. 제100조에 따라 신임 투표가 승인되지 않거나 불신임 동의안이 통과되는 경우,
3. 하원 의원 자격을 상실하는 경우,
4. 사망하는 경우.

또한 제77조 (3)항은 다음과 같이 명시한다. 총리가 (1)항에 따라 직위를 중단하는 경우, 다른 각료회의가 구성될 때까지 동일한 각료회의가 계속 직무를 수행한다. 다만 총리가 사망하는 경우, 새로운 총리가 임명될 때까지 가장 선임의 장관이 총리 대행을 계속 수행한다.

## 같이 보기
- 네팔 국왕
- 네팔의 총리 목록
- 네팔 대통령
- 네팔의 정부

### 책
- Acharya, Baburam (2012),  Acharya, Shri Krishna, 편집., 《Janaral Bhimsen Thapa : Yinko Utthan Tatha Pattan》 (네팔어), Kathmandu: Education Book House, 228쪽, ISBN 9789937241748
- Nepal, Gyanmani (2007), 《Nepal ko Mahabharat》 (네팔어) 3판, Kathmandu: Sajha, 314쪽, ISBN 9789993325857
- Amatya, Shaphalya (June–November 1978), “The failure of Captain Knox's mission in Nepal” (PDF), 《Ancient Nepal》 (Kathmandu) (46–48): 9–17, 2013년 1월 11일에 확인함
- Pradhan, Kumar L. (2012), 《Thapa Politics in Nepal: With Special Reference to Bhim Sen Thapa, 1806–1839》, New Delhi: Concept Publishing Company, 278쪽, ISBN 9788180698132
- Karmacharya, Ganga (2005), 《Queens in Nepalese Politics: an account of roles of Nepalese queens in state affairs, 1775–1846》, Nepal: Educational Publishing House, ISBN 9789994633937
- Pahari, Anup (1995), 《The Origins, Growth and Dissolution of Feudalism in Nepal: A Contribution to the Debate on Feudalism in Non-European Societies》 4, University of Wisconsin—Madison
- Raj, Prakash A. (1996), 《Brahmins of Nepal》, Nabeen Publications, ISBN 9780785573661
- Regmi, Mahesh Chandra (1971). 《Regmi Research Series》 (PDF) 03. Regmi Research Centre.
- Shaha, Rishikesh (1990), 《Modern Nepal 1769–1885》, Riverdale Company, ISBN 0-913215-64-3
- Shaha, Rishikesh (2001), 《An Introduction of Nepal》, Kathmandu: Ratna Pustak Bhandar
- D.R. Regmi (1975), 《Modern Nepal》 1, Firma K.L. Mukhopadhyay, ISBN 0883864916
- Wright, Daniel (1877), 《History of Nepal》, Cambridge University Press